# پیرینه نونز
پیرینه نونز (انگلیسی: Pierina Núñez؛ زادهٔ ۱۳ مارس ۲۰۰۰) بازیکن فوتبال اهل پرو است.
وی همچنین در تیم ملی فوتبال زنان پرو بازی کرده‌است.